# Invisibles (pel·lícula de 2020)
Invisibles és una pel·lícula espanyola qualificada com a drama, dirigida per Gracia Querejeta i estrenada en 2020. És protagonitzada per Adriana Ozores, Nathalie Poza i Emma Suárez.
El llargmetratge narra la història de tres amigues de mitjana edat que queden tots els dijous a un parc per caminar i parlar de les seves vides. Conforme avancen els dies aquestes dones comparteixen les seves frustracions i s'adonen que el pas dels anys ha fet que totes elles se sentin desplaçades.
Gracia Querejeta, directora del film, va intentar reflectir en aquesta producció algunes de les preocupacions amb les que breguen moltes dones quan s'acosten a l'edat de 50 anys. Per a això es va ajudar d'experiències personals.

## Argument
La pel·lícula ofereix visions diferents sobre tòpics vitals com són la pèrdua de la joventut i l'atractiu físic, la por a l'abandó o el desamor, però totes elles comparteixen una cosa en comú, i és que són visions femenines. Els tres personatges principals són dones de mitjana edat unides per un vincle d'amistat que decideixen quedar tots els dijous per a passejar pel parc i fer exercici juntes. A poc a poc aquesta cita es converteix en un compromís imprescindible que empren per a parlar i posar en comú aquelles qüestions que els preocupen sobre les seves vides. Les tres companyes de passeig tenen perfils molt diferents i també aquest contrast entre personalitats es mostra en les seves opinions, que a vegades els porten a enredar-se en discussions i baralles. Tanmateix, totes elles descobreixen que se senten desplaçades pel pas del temps, una sensació que afronten i usen per enfortir la seva amistat i forjar una millor percepció d'elles mateixes.

## Producció
La pel·lícula va ser produïda íntegrament per empreses espanyoles, Orange Films va contribuir en un 99% i Nephilm Producciones va aportar l'1% restant. A més, va rebre una subvenció pública per la quantia de 217.600,00 € en concepte d'"Ajudes a la Producció de llargmetratges". El rodatge va durar gairebé un mes, des del 10 de març de 2019 al 31 d'abril de 2019 i la localització triada va ser Càceres.
El guió va ser obra de Gràcia Querejeta i Antonio Santos Mercero, la fotografia va ser realitzada per Juan Carlos Gómez i el responsable de la música va ser Federico Jusid. El llargmetratge té una durada total de 81 minuts.

## Repartiment
- Emma Suárez en el paper d'Elsa, la més optimista de les tres amigues.
- Nathalie Poza en el paper d'Amelia, personatge que s'enfronta a la superació d'una ruptura.
- Adriana Ozores en el paper de Julia, una dona que ha perdut la il·lusió.[1]

En aquesta producció era la primera vegada que Nahalie Poza i Emma Suárez treballaven sota la direcció de Gracia Querejeta, no obstant això, Adriana Ozores ja havia actuat per a aquesta directora en altres dues ocasions, en els rodatges de Cuando vuelvas a mi lado (1999) i Héctor (2004). A més, la pel·lícula compta amb els cameos de Pedro Casablanc i Blanca Portillo.

## Llançament
Es va estrenar a Espanya el 6 de març de 2020. La pel·lícula va ser classificada com no apta per a menors de 7 anys.

## Recepció
En el periòdic El País, Elsa Fernández-Santos va qualificar la pel·lícula de formidable, assenyalant que les seves actrius són talentoses i "capaces d'omplir de matisos la conversa més anecdòtica i banal". Beatriz Martínez, a El Periódico de Catalunya, també va destacar el talent de "les seves tres estupendes actrius", no obstant això, va assenyalar que els diàlegs li resultaven "una miqueta impostats".
A Cinemanía, Miguel Ángel Romero va destacar la mirada femenina i personal del llargmetratge i va assegurar que Invisibles ha tret "la Querejeta més reivindicativa fins al moment". Alberto Luchini, al diari El Mundo, va indicar que l'obra havia estat rodada amb un "intel·ligent minimalisme" i de les actrius protagonistes va assenyalar que havien estat superlatives donant vida als "brillants diàlegs". La pel·lícula va tenir una recaptació de 232,517 € i 38,599 persones la van veure en cinemes.

## Premis
| Any  | Categoria                      | Resultat |
| ---- | ------------------------------ | -------- |
| 2020 | HBO Ibero-American Competition | Nominat  |
| 2020 | Knight Marimbas Award          | Nominat  |